# Baronnie de Sillé
La baronnie de Sillé comprenait, outre la ville, le château, « les lieux publics », la forêt de Bercon, des territoires vers l'ouest, spécialement la châtellenie d'Orthe avec ses vassaux, les seigneurs de Courtarvel, la Bellière, Courtoussaint, La Lucasière, Roufrançois, etc., qui devaient quarante jours de garde au château de Sillé ; plus la motte de Montfaucon au doyen du Chapitre du Mans. Le tout relevait de Mayenne, sauf Montfaucon, pour lequel le seigneur de Sillé devait assister à l'intronisation de l'évêque du Mans et porter un coin de sa litière.

## Vassalité
Mais la baronnie relevait aussi du comte du Maine, « à trois chevaliers d'ost pour son besoing, » et la garde de la ville de Sillé « pour la deffense de la comté ». Le seigneur jouissait d'une sergenterie s'exerçant sur tout le comté, et de la moitié de la sergenterie de Vallon, dans la quinte du Mans et au-delà de la Sarthe vers la ville de Sillé. Ces clauses, contenues dans les aveux ou hommages du XIVe siècle, devaient remonter presque à l'origine des fiefs.
Cette vassalité vis-à-vis du comte n'empêche pas de croire que l'inféodation de la baronnie avait été faite par le vicomte du Mans sur sa propre concession. Au XIVe siècle, on dit encore que Sillé est dans la vicomté de Beaumont. Le château, construit à l'origine de la féodalité, semble bien faire partie de la ligne des forteresses élevées par le vicomte de Beaumont, ou par ses vassaux, et qui de Thorigné va à Bourg-le-Roi, passant par Sainte-Suzanne, Évron, Courtaliéru, Sillé, Beaumont, Fresnay. On sait en outre que les vicomtes possédèrent Sablé, Solesmes, la Charnie, Sainte-Suzanne, Évron et une lisière de forêts jusqu'à la forêt de Pail et à celle de Monnaie, dont ils sous-inféodèrent une partie. Sillé dut l'être de la même façon et dans le même temps.
La baronnie de Sillé n'avait point l'étendue de celle de Mayenne et de Laval au point de vue domanial, mais consistait surtout en fiefs de chevalerie par l'intermédiaire du fief d'Orthe, en charges féodales comme la sergenterie générale du comté, et la fillette de Ballon.
Les barons de Sillé furent généreux envers l'Église et les couvents. Un cadet, Berard de Sillé, fut le premier fondateur de l'abbaye de Beaulieu-lès-le Mans, au commencement du XIe siècle, sans préjudice de l'aumônerie de la forêt de la Milesse. Les aînés fondèrent dans leur château une collégiale comme les barons de Laval, de Château-Gontier et de Craon, dont ils laissèrent les prébendes à la disposition de l'évêque. On les voit au nombre des principaux bienfaiteurs des abbayes d'Évron, d’Étival, de Bellebranche, de Champagne.

## Sceaux
Le sceau armorié de la famille de Sillé apparaît en 1210, sous Guillaume IV de Sillé (1210-1237), chargé de 6 lionceaux, sans contre-sceau. La légende a disparu (0,07). On en connaît un autre du même, de 1213, appendu à une charte de Saint-Remy de Sillé, qui porte une fasce accompagnée de 7 merlettes, 3 en chef et 4 en pointe, 3, 1. Cette variété s'explique peut-être par une indécision du type primitif. En tous cas, l'écu aux 6 lionceaux a prévalu. On le retrouvera sous le même seigneur en 1215 : sceau équestre, cheval lancé au galop à gauche ; le cavalier porte un écu triangulaire chargé de lionceaux : le contre-sceau a un écu semblable au sceau de 1210. Les légendes ont disparu.
Guillaume VI de Sillé (1288-1324) a pour représenter ses deux alliances deux sceaux : l'un de 1295, triangulaire, aux armes accolées de Sillé, et l'autre accolé, chargé de 3 écussons, qui ne peut être de Mayenne dont le nom était éteint, mais bien de Mathefelon (3 écussons au lieu de 6 comme on le fait par simplification) ; légende gothique : S. GUILLERMI DE SILLIACO MILITIS ; les S sont contournées. Le second, de 1302, est aussi de Sillé avec écu accolé de la famille de Broussin : au sautoir cantonné de 3 étoiles et d'une croisette en pointe. On peut rappeler ici que Béatrix, arrière-petite-fille de Guillaume VI, succéda comme abbesse d'Étival à Béatrix de Broussin. Un autre sceau (0,028), de Guillaume VIII de Sillé (1362-1396), a un écu chargé de 6 lionceaux, penché, timbré d'un heaume cimé d'une tête d'homme barbu dans un vol, supporté de deux oiseaux à tête humaine (25 août 1383). D'après l'Armorial de Berry (XVe siècle), Silly au Maine porte d'or à 6 lionceaux de gueules, 3, 2 et 1, armés et lampassés d'azur. En 1572, le sceau de la cour de Sillé était toujours à l'écu chargé de 6 lionceaux, mais rangés 3 et 3.